# Aroup Chatterjee
Aroup Chatterjee (Calcutta, 23 giugno 1958) è uno scrittore indiano naturalizzato britannico.
Chatterjee è nato in India e si è trasferito nel Regno Unito nel 1985 dove fa il medico. Autore di "Madre Teresa: il verdetto definitivo" (2003), ha sostenuto che l'immagine di Madre Teresa di Calcutta come aiuto ai poveri, agli ammalati ed ai morenti è fuorviante ed esagerato; mettendo in discussione l'immagine di Madre Teresa come simbolo filantropico e altruista. Le critiche di Chatterjee hanno ispirato il documentario Hell's Angel andato in onda su Channel 4 della televisione britannica. Il documentario è stato scritto da un noto critico di Madre Teresa, Christopher Hitchens, che lo ha co-prodotto con il giornalista e registra, Tariq Ali. Chatterjee e Hitchens erano gli avvocati del diavolo nel processo di beatificazione di Madre Teresa, dalla Chiesa cattolica nel 2003.

## Biografia e Carriera
Chatterjee è nato nel 1958 ed è cresciuto nel distretto Ballygunge, Calcutta, India; si è trasferito nel Regno Unito nel 1985. Negli anni 1970 e 1980, quando Chatterjee frequentava il corso di medicina al Kolkata Medical College, ha lavorato part-time in una campagna contro la povertà per un partito politico di sinistra e successivamente ha lavorato in un ospedale dove ha regolarmente curato pazienti provenienti dai distretti più vecchi e poveri della città e anche i rifugiati della guerra civile con quello che oggi è il Bangladesh. In seguito quando viveva nel Regno Unito, ha iniziato a preoccuparsi della rappresentazione di Calcutta come luogo dove la miseria e la malattia erano molto diffuse grazie ai reportage fatti dalla stampa sul lavoro di Madre Teresa. In quel periodo descrive il suo atteggiamento verso Madre Teresa così: “Se non altro, avevo una propensione positiva verso di lei” sebbene non ho mai visto nessuna delle sue suore negli slum. Tuttavia è stata questa immagine in contrasto con la sua esperienza personale di dottore a Calcutta che l'ha spinto ad esaminare con più attenzione il lavoro e la reputazione di Madre Teresa.
Iniziando negli anni 1990 in avanti, Chatterjee ha iniziato a scoprire quello che esso chiama il “culto della sofferenza” che Madre Teresa e le Missionarie della Carità stavano attuando con il benestare del suo amico, Papa Giovanni Paolo II. Nel febbraio 1993 Chatterjee ha inviato una proposta per un breve documentario a Vanya Del Borgo, produttore associato della Bandung Productions, proprietà di Tariq Ali. La proposta è passata ad un commissario del Channel 4 che l'ha approvata. Del Borgo ha iniziato il lavorio sulla proposta di Chatterjee chiedendo al giornalista e scrittore Christopher Hitchens di scrivere e presentare l'opera. Il documentario è diventato Hell's Angel, film del 1994. Chatterjee ha trovato il documentario "troppo sensazionalista”; Hitchens ha proseguito scrivendo il libro La posizione della missionaria. Teoria e pratica di madre Teresa. Chatterjee ha passato l'anno successivo viaggiando ed intervistando persone che avevano lavorato a stretto contatto con Madre Teresa e le Missionarie della Carità e ha iniziato una campagna contro le condizioni nel Nirmail Hriday, conosciuta come la Casa Kalighat per i morenti a Calcutta. In particolare, ha sentito storie della carenza di igiene di base, l'assenza di antidolorifici, e del frequente riutilizzo di aghi ipodermici. È stato in quel momento che Chatterjee ha iniziato il suo lavoro sul libro che è stato pubblicato nel 2002 dalla Meteor Books con il titolo originale Mother Teresa: The Final Verdict. Chatterjee racconta che in aggiunta alle ore di interviste, “Ho iniziato nei giorni pre-Internet e ho passato mesi nelle librerie a Londra. Ho anche girato il mondo facendo ricerche. Ho seguito gli abitanti degli slum, i mendicanti, i bambini bisognosi con una video camera. Ho intervistato centinaia di persone. Ho passato ore fuori della casa di Teresa con una video camera.”
A seguito della pubblicazione del suo libro Chatterjee ha continuato a esporre quello che lui chiama la “finta e fantastica figura” di Madre Teresa, facendo l'avvocato del diavolo al processo per la sua santificazione. Continua il suo lavoro da medico a Londra dove vive con sua moglie irlandese, cresciuta da cattolica e i loro tre figli.

## Madre Teresa: Il verdetto definitivo
Nel dicembre 2002 la casa editrice indipendente Meteor Books, di proprietà di Bhagbat Chakraborty, ha pubblicato il libro di Chatterjee intitolato Mother Teresa: The Final Verdict. Nel 2016 lo stesso libro è stato ristampato con un titolo nuovo, Mother Teresa: the Untold Story dall'editore Fingerprint! dopo essere stato ripreso dall'agente letterario Kanishka Gupta. Il libro racconta la vita e l'aumento in popolarità di Madre Teresa seguendo il documentario Something Beautifu for God (Qualcosa di bello per Dio) di Malcolm Muggeridge, la Casa di Calcutta per i morenti e le pratiche di gestione della stessa, le conversioni non-consensuali di indù e musulmani sul punto di morte, e le ingenti somme di denaro donati alla opera di carità che non sono spese a Nirmal Hriday. Percorre la vincita del Premio Nobel per la pace e il discorso nel quale sostiene di aver salato decina di migliaia di persone bisognose; nel libro Chatterjee stima che il numero reale sia 700. Scrive anche delle celebrità e delle persone potenti che hanno avuto udienze con Madre Teresa e le controversie centrate attorno ai soldi che ha accettato da dittatori come il Presidente Haitiano Jean-Claude Duvalier, il truffatore condannato Charles Keating e l'editore disonorato Robert Maxwell. Il libro esamina la portata mondiale delle Missionarie della Carità e le prove disponibili degli acconti finanziari di Madre Teresa, e la sua crociata personale contro l'aborto e la contraccezione. I capitoli finali del libro trattano la morte, il funerale e la beatificazione di Madre Teresa insieme al coinvolgimento di Chatterjee stesso come avvocato del diavolo ufficiale e le trascrizioni del procedimento. Chatterjee ha riassunto il lavoro di Madre Teresa dal suo punto di vista, così:
Il libro è stato sia lodato che criticato. È stato descritto in svariati modi: “libro necessario e ben documentato” (Times Higher Education), “questo libro importante” (The Open Society Journal) e  “un irrazionale attacco” (Catholic League for Religious and Civil Rights). Delle critiche sono stare rivolte alla redazione del libro. Tuttavia la maggior parte delle persone concordano che il libro “critica assai” Madre Teresa.

## Avvocato del diavolo
Sulla strada della santità di Madre Teresa, un processo che Chatterjee ha descritto come “una superstiziosa cerimonia di magia nera”, lo stesso Chatterjee è stato uno dei due avvocati del diavolo ufficiale nel processo di beatificazione nel 2003; l'altro è stato Christopher Hitchens. Per dare inizio al processo di beatificazione, il primo passo verso la sanità, la Chiesa Cattolica deve annunciare un primo miracolo attribuito a Madre Teresa, tale annuncio è stato fatto il 1º dicembre 2002, la presunta guarigione di Monica Besra da una ciste causata dalla tubercolosi. Chatterjee ha sottolineato che la cura è stato il risultato delle cure mediche che Besra ha ricevuto dal sovraintendente dell'Ospedale di Balurghat e non il risultato dell'indossare gioielli metallici. Le sue affermazioni sono state confermate dal medico di Besra, il dott. Ranjan Mustafi, che ha descritto i nove mesi di farmaci e di trattamenti che ha amministrato alla paziente: “Ho affermato diverse volte che è stata curata dai trattamenti ricevuti.” Inizialmente sia Monica che suo marito hanno chiamato il miracolo “una beffa,” come Prabir Ghosh dell'Associazione umanista di Calcutta, che gestisce un programma di sensibilizzazione di uomini santi che ingannano indiani comuni a pagare per presunte cure miracolose. Durante il processo, la Chiesa Cattolica concede la consultazione in casi in cui il miracolo è contestato. Nel libro, Chatterjee include i dettagli della sua deposizione alla commissione, la sua corrispondenza con il postulatore ufficiale Brian Kolodiejchuk, e le trascrizioni delle sue domande con le relative risposte.